# 1920 Bitwa Warszawska
1920 Bitwa Warszawska (lett. "1920 - La battaglia di Varsavia") è un film del 2011 diretto da Jerzy Hoffman e ambientato durante la guerra sovietico-polacca (1919-1921). È Il primo lungometraggio polacco realizzato in tecnologia 3D.
La pellicola racconta l'arruolamento del poeta polacco Jan Krynicki, che alla vigilia della sua partenza sposa l'artista teatrale polacca Ola Raniewska.

## Trama
All’inizio della guerra polacco-bolscevica il poeta polacco e sergente di cavalleria Jan Krynicki sposa l'artista teatrale polacca Ola Raniewska. A celebrare le nozze è padre Ignacy Skorupka che parteciperà come cappellano del 236º reggimento di fanteria, rimanendo ucciso durante i combattimenti.
Al fronte, Jan Krynicki entra in contrasto con un superiore che lo accusa ingiustamente di propaganda bolscevica e dopo un duello viene arrestato e condannato a morte. Il distaccamento polacco però viene attaccato dalle truppe sovietiche e il comandante bolscevico Bykowski, offre al prigioniero la possibilità di assisterlo nella redazione dei volantini di propaganda. Nel frattempo Ola viene informata della scomparsa di suo marito in azione dal maggiore Bolesław Wieniawa-Długoszowski e poi anche del tradimento e dell'adesione di Krynicki all'esercito bolscevico da un ambiguo Il capitano Kostrzewa, che cerca di approfittare di Ola promettendo di aiutarla. Ola, riesce a liberarsi dalle attenzioni del capitano Kostrzewa e si unisce all'esercito polacco come infermiera nella formazione militare femminile la Legione delle donne volontarie.
Durante un attacco aereo alla colonna dei sovietici, Krynicki riesce a fuggire e viene salvato da una unità di cosacchi che combattono a fianco dei polacchi. Il Maresciallo Józef Piłsudski, comandante supremo dell’esercito polacco, consapevole della sua debolezza rispetto ai sovietici, elabora una controffensiva per sorprenderli.
Per riuscire nell’impresa è consapevole della necessità di mobilitare tutte le truppe disponibili, e quindi incarica come nuovo Primo Ministro della Repubblica Wincenty Witos, che si appella all'anima contadina e cristiana del popolo. Vengono inoltre concentrate tutte le truppe di cavalleria per riuscire a sfondare le linee nemiche. Il piano miracolosamente porta alla vittoria (per questo viene ricordato come il Miracolo della Vistola) anche grazie alla capacità di decodificare i codici nemici da parte del controspionaggio polacco.
Le truppe polacche ottengono la vittoria nella battaglia del fiume Niemen e in quella di Ossów, dove viene ucciso padre Ignacy Skorupka. Anche Ola partecipa ai combattimenti, mentre Krynicki viene ferito e viene portato all'ospedale da campo dove Ola è tornata a lavorare come infermiera. Tra i feriti Ola riconosce un volto familiare e finalmente la coppia di sposi può riunirsi.

## Personaggi e interpreti
- Józef Piłsudski, interpretato da Daniel Olbrychski.
Maresciallo, capo supremo delle forze armate polacche.
- Jan Krynicki, interpretato da Borys Szyc.
Sergente della cavalleria polacca
- Ola Raniewska, interpretata da Natasza Urbańska.
Moglie di Jan, attrice del teatro di riviste
- Tadeusz Rozwadowski, interpretato da Marian Dziędziel.
Generale e capo di stato maggiore dell'esercito polacco.
- Bolesław Wieniawa-Długoszowski, interpretato da Bogusław Linda.
Maggiore dell'esercito polacco.
- Ignacy Skorupka, interpretato da Łukasz Garlicki.
- Władysław Grabski, interpretato da Michał Żebrowski.
Primo ministro polacco.
- Korwin-Piotrowska, interpretata da Grażyna Szapołowska.
- Paproch, interpretato da Jarosław Boberek.
Soldato di cavalleria polacca.

## Produzione

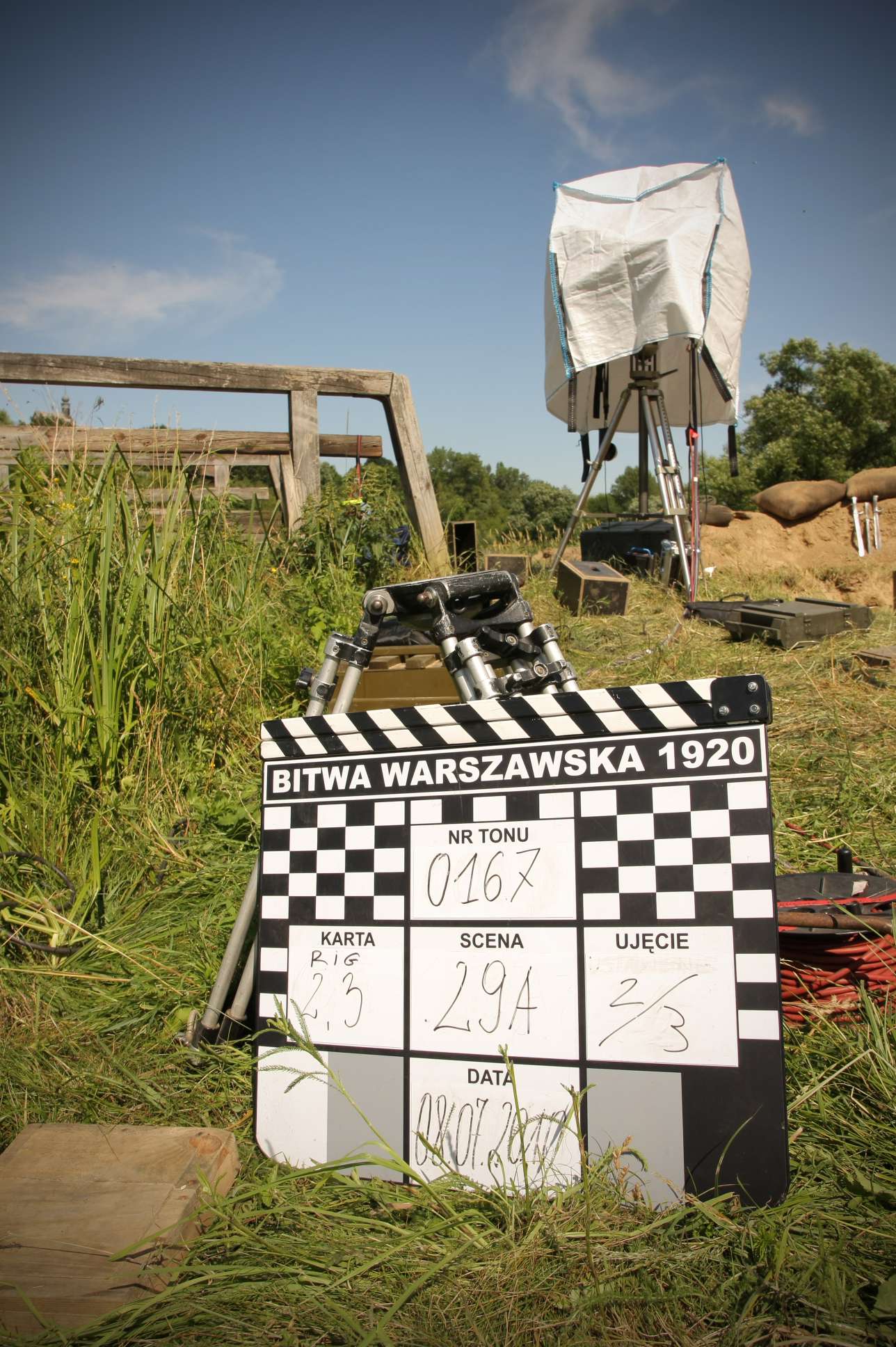
Ciak del film a Lublino

Il budget del film era di 27 milioni di PLN (circa 9 milioni di dollari). Il film è stato cofinanziato, tra gli altri, da Bank Zachodni WBK e dal Polish Film Institute.
Le riprese del film sono iniziate il 29 giugno 2010 e sono state girate in 3D (è il primo lungometraggio polacco realizzato interamente in tecnologia 3D). Consulente storico è stato il prof. Janusz Cisek, mentre Tomasz Bierawski era responsabile dell'esercito e la caratterizzazione dei personaggi è stata fatta da Mira Wojtczak e Liliana Gałązka .
Le location utilizzate sono state la Fortezza di Modlin (Mazovia), Varsavia, Lublino, Sucha vicino a Węgrów, Piotrków Trybunalski, Zamość, Kazuń (Czosnów), Zielonka, Chiesa di San Giuseppe di Poświętne (Łódź). Le riprese sono terminate il 30 settembre 2010.
Sono state realizzate anche due repliche non complete del carro armato Renault FT. A causa dei tempi ristretti per preparare i veicoli, gli esemplari presenti non sono completi negli interni.

## Distribuzione
Il film è stato distribuito nei cinema polacchi a partire dal 30 settembre 2011. Il 9 ottobre successivo è stato proiettato al Pusan International Film Festival nella Corea del Sud. In Francia è stato distribuito direttamente in DVD con il titolo La Bataille de Varsovie a partire dal 6 novembre 2012. In Giappone è stato ugualmente distribuito direttamente in DVD con il titolo バトル・オブ・ワルシャワ-大機動作戦- a partire dal 26 settembre 2014.
Il film è stato distribuito anche con i titoli: Битката за Варшава (Bulgaria); Battle of Warsaw 1920 (Canada, India, Regno Unito, Stati Uniti d'America, internazionale); Bitva u Varšavy 1920 e Varsavská bitva 1920 (Repubblica Ceca); 1920 Taistelu Varsovasta e Taistelu Varsovasta 1920 (Finlandia); 1920 - Die letzte Schlacht (Germania); A varsói csata, 1920 (Ungheria); Варшавская битва 1920 года (Russia); La batalla de Varsovia (Spagna); Slaget om Warszawa 1920 (Svezia); Cuộc Chiến Ở Ba Lan 1920 (Vietnam).
Il film non è ancora stato distribuito in Italia.

## Accoglienza
Secondo MYmovies.it, la vicenda offre un "vasto affresco storico di uno dei più importanti scontri militari nella storia del mondo".